# Rezeda wonna
Rezeda wonna, rezeda pachnąca (Reseda odorata L.) – gatunek rośliny z rodziny rezedowatych (Resedaceae). Na stanowiskach naturalnych rośnie tylko w Libii i Grecji, jest natomiast uprawiana w wielu krajach świata.

## Morfologia
ŁodygaŁodygi leżące lub podnoszące się, o długości 20–60 cm.
LiścieLiście dolne niepodzielne lub trzydzielne, wyższe pierzastodzielne.
KwiatyKwiaty małe, niepozorne, wydzielające przyjemną woń. Zebrane są w grona. Płatki korony mają barwę od białej poprzez żółtą do seledynowej, pręciki natomiast mogą być pomarańczowe, czerwone lub czerwonobrązowe.
OwocTorebka, zwisająca w czasie dojrzewania. Zawiera szarozielone nasiona o nerkowatym kształcie.

## Biologia
Roślina jednoroczna. Silnie pachnące kwiaty kwitną od czerwca do jesieni, zapylane są przez owady. Jest rośliną miododajną.

## Zastosowanie
- Roślina ozdobna. Jest uprawiana na rabatach ze względu na swoje ładne kwiaty i zapach. Z uwagi na przyjemny zapach dobrze jest wysiewać ją pod oknami, dookoła altany itp.
- Uprawa: Powinna mieć słoneczne stanowisko, żyzną i próchniczną, lekko wapnowaną glebę. Uprawiana jest z nasion, które wysiewa się w kwietniu lub na początku maja wprost do gruntu.
- Ma zastosowanie w przemyśle perfumeryjnym.

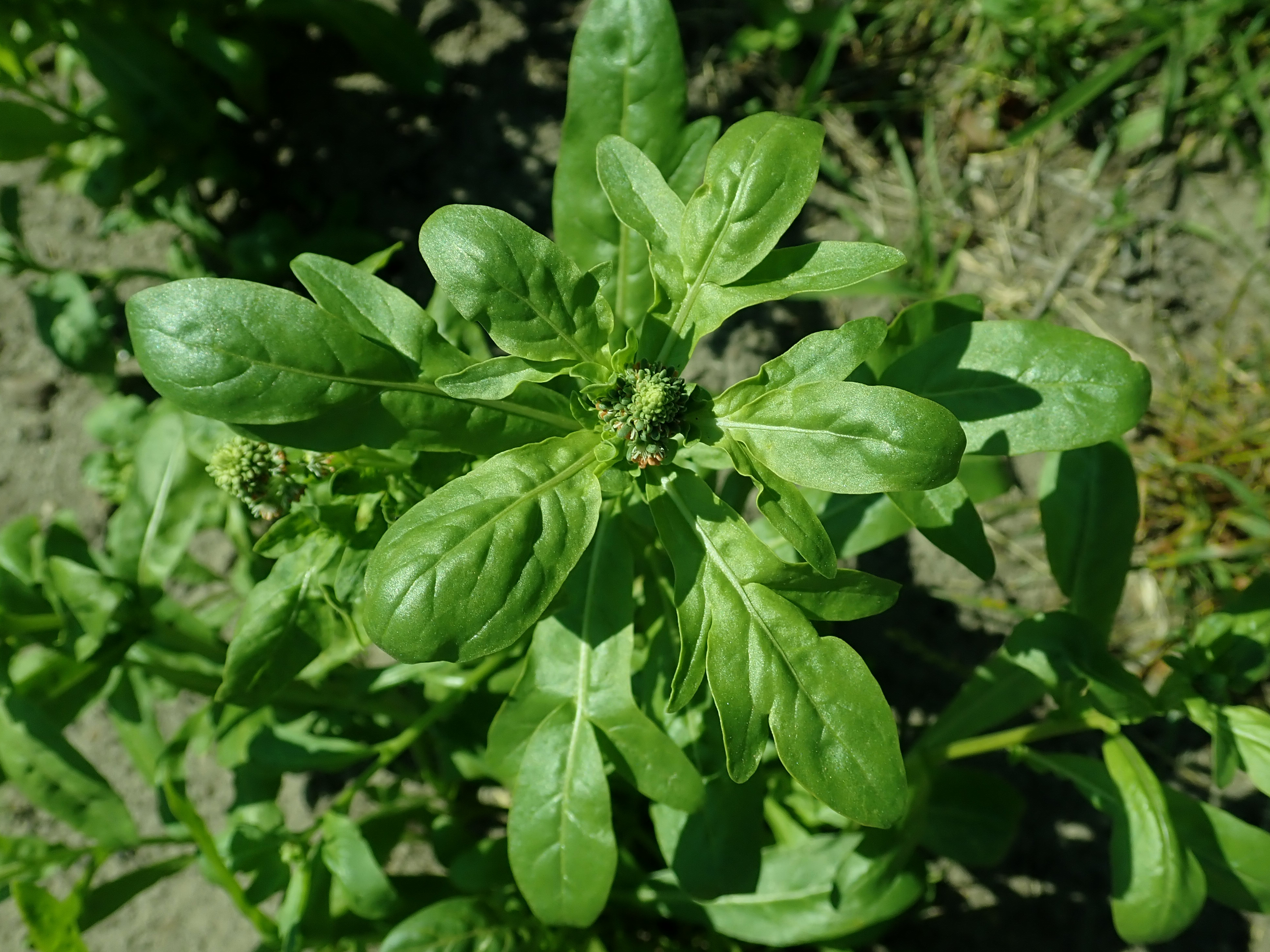
Liście
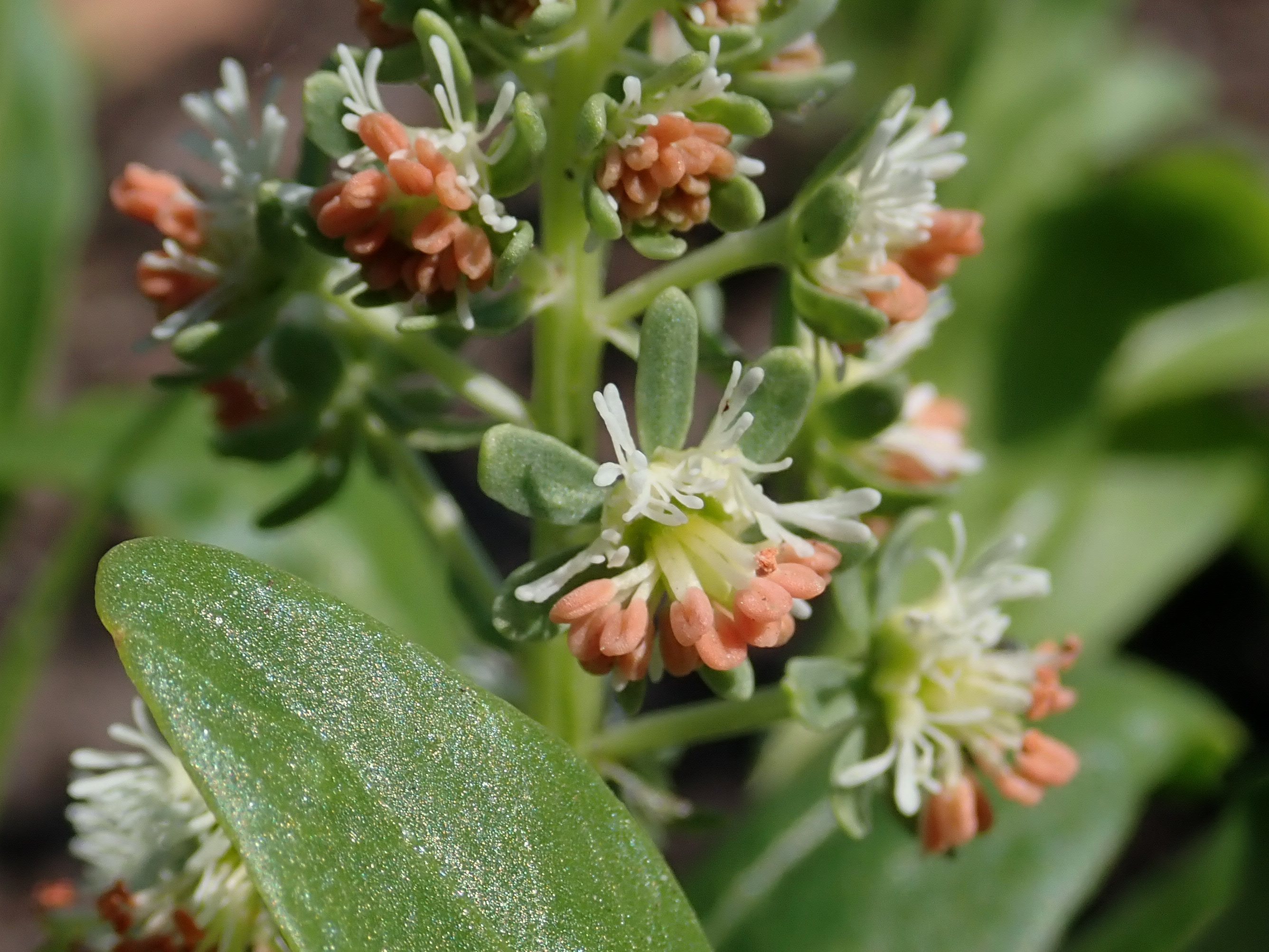
Kwiaty
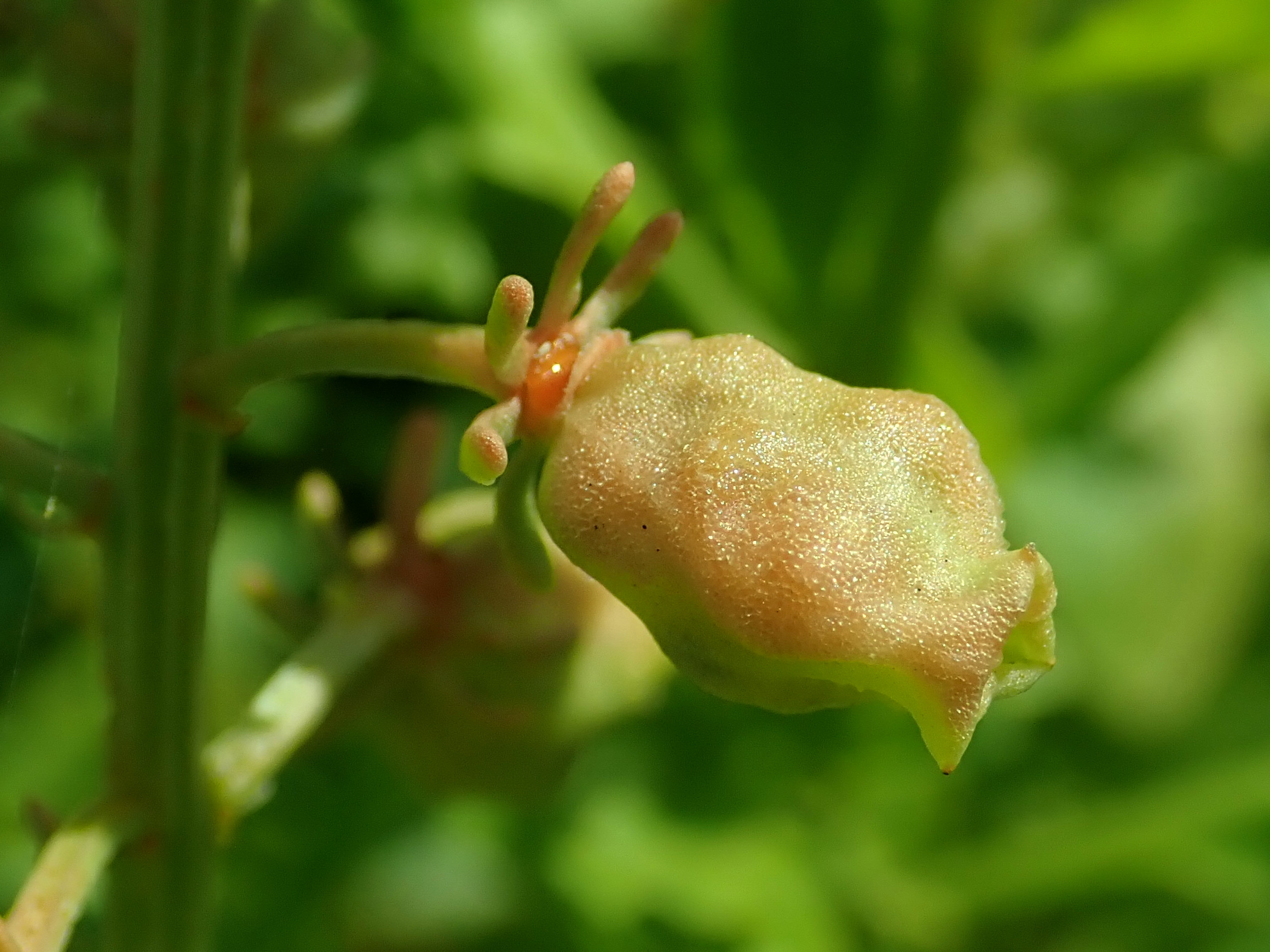
Owoc
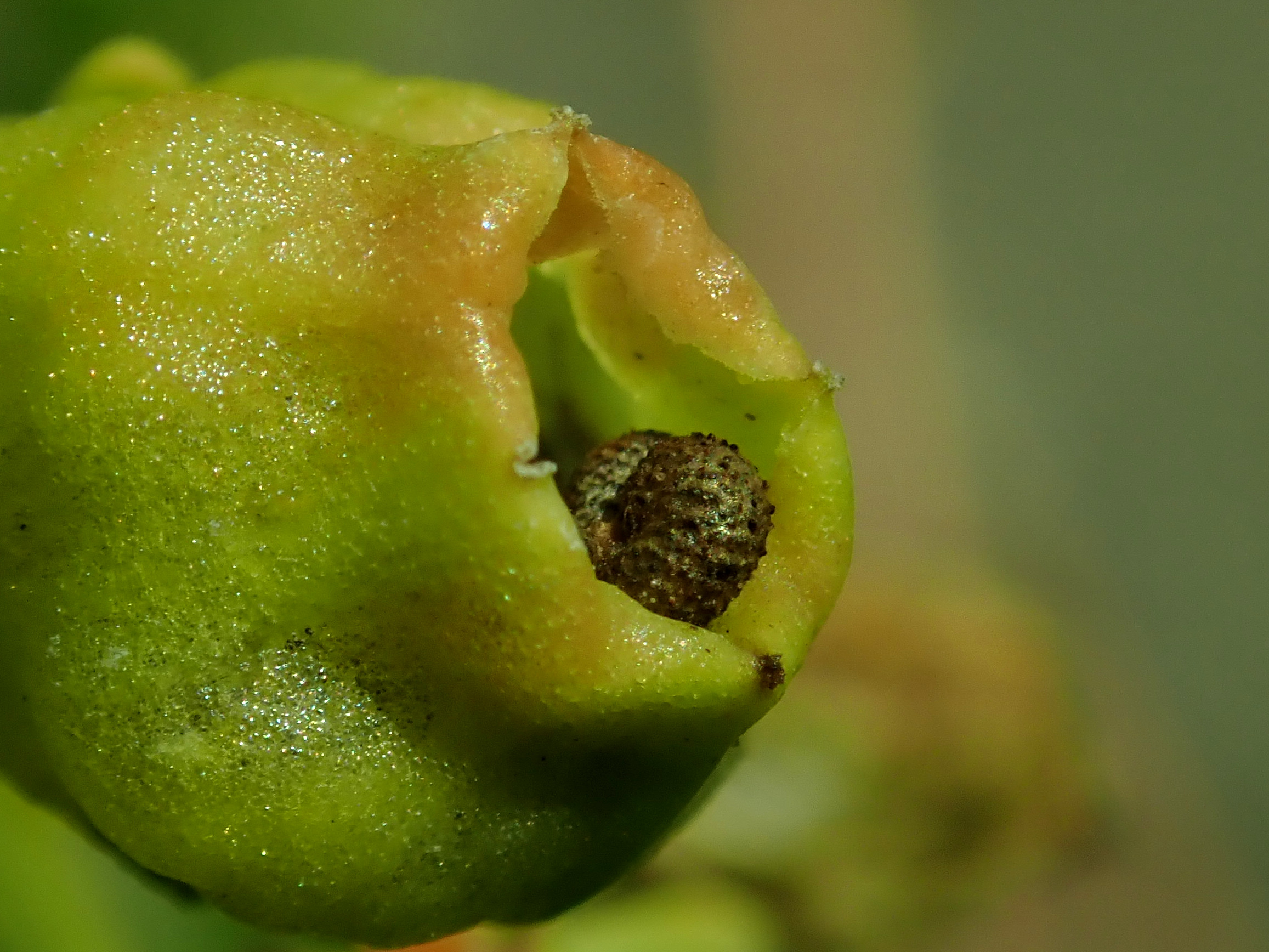
Nasiono